# Эггер, Райнхард
Райнхард Эггер (нем. Reinhard Egger, 11 сентября 1989, Вёргль, Тироль) — австрийский саночник, выступающий за сборную Австрии с 2009 года. Призёр чемпионатов мира. Серебряный и бронзовый призёр национального первенства, чемпион земли Тироль, чемпион Австрии среди юниоров, участник зимних Олимпийских игр в Сочи.

## Биография
Райнхард Эггер родился 11 сентября 1989 года в городе Вёргль, земля Тироль. Активно заниматься санным спортом начал в возрасте семи лет, выступал на юниорских первенствах сразу в двух дисциплинах, как в одноместных санях, так и в двухместных в паре с Давидом Швайгером. На молодёжном чемпионате мира 2008 года в американском Лейк-Плэсиде они финишировали шестыми, кроме того, на чемпионате Австрии и земли Тироль Эггер завоевал серебряную и золотую медали соответственно.
Череда успешных выступлений позволила ему пробиться в основной состав сборной и в сезоне 2008/09 дебютировать на взрослом Кубке мира, на первом своём этапе в Иглсе он показал двадцать второй результат и в итоге занял сорок седьмое место общего зачёта. Начиная с этого сезона он также решил отказаться от парной программы, полностью сконцентрировавшись на одноместных санях. На чемпионате Европы 2010 года в латвийской Сигулде приехал пятнадцатым, тогда как кубковый цикл завершил на восемнадцатом месте в мировом рейтинге сильнейших саночников. В 2011 году впервые поучаствовал в заездах взрослого чемпионата мира, на трассе в итальянской Чезане показал одиннадцатое время, а на Кубке мира в общем зачёте был тринадцатым. Лучший свой кубковый результат показал в сезоне 2011/12, поднявшись в общем зачёте до одиннадцатого места, однако на мировом первенстве в немецком Альтенберге выступил крайне неудачно, добравшись до финиша только двадцать первым.
В 2014 году Эггер побывал на Олимпийских играх в Сочи, где финишировал восьмым в мужской одиночной программе.
Ныне Райнхард Эггер живёт и тренируется коммуне Лангампфен. Одновременно с занятиями санным спортом является солдатом австрийских вооружённых сил, в свободное от службы и тренировок время любит совершать пешие прогулки.